# Buhl (Idaho)
Buhl is een plaats (city) in de Amerikaanse staat Idaho, en valt bestuurlijk gezien onder Twin Falls County.

## Demografie
Bij de volkstelling in 2000 werd het aantal inwoners vastgesteld op 3985.
In 2006 is het aantal inwoners door het United States Census Bureau geschat op 4023, een stijging van 38 (1,0%).

## Geografie
Volgens het United States Census Bureau beslaat de plaats een oppervlakte van
4,4 km², geheel bestaande uit land. Buhl ligt op ongeveer 1180 m boven zeeniveau.

## Plaatsen in de nabije omgeving
De onderstaande figuur toont nabijgelegen plaatsen in een straal van 28 km rond Buhl.